# Lomas (kommun i Spanien)
Lomas är en kommun i Spanien.   Den ligger i provinsen Provincia de Palencia och regionen Kastilien och Leon, i den norra delen av landet, 220 km norr om huvudstaden Madrid. Arean är 17,0 kvadratkilometer.
Terrängen i Lomas är huvudsakligen platt.